# سلوك اجتماعي
السلوك الاجتماعي هو سلوك بين كائنين حيين أو أكثر داخل النوع نفسه، ويشمل أي سلوك يؤثر فيه أحد الأعضاء على الآخر. هذا يرجع إلى التفاعل بين هؤلاء الأعضاء. يمكن النظر إلى السلوك الاجتماعي على أنه مشابه لتبادل السلع، مع توقع أنك عندما تعطي، ستأخذ. يمكن أن يتأثر هذا السلوك بكل من صفات الفرد والعوامل البيئية (الظرفية). لذلك، ينشأ السلوك الاجتماعي نتيجة التفاعل بين الاثنين -الكائن الحي وبيئته. هذا يعني أنه فيما يتعلق بالبشر، يمكن تحديد السلوك الاجتماعي من خلال الخصائص الفردية للشخص والوضع الذي يعيش فيه.
أحد الجوانب الرئيسية للسلوك الاجتماعي هو التواصل، وهو أساس البقاء والتكاثر. يُقال إن السلوك الاجتماعي يُحدد من خلال عمليتين مختلفتين، يمكن أن تعملا معًا أو تتعارضان مع بعضها البعض. جاء نموذج الأنظمة المزدوجة للعوامل الانعكاسية والاندفاعية للسلوك الاجتماعي من إدراك أن السلوك لا يمكن تحديده من خلال عامل واحد فقط. بدلًا من ذلك، يمكن أن ينشأ السلوك من قبل أولئك الذين يتصرفون بوعي (حيث يكون هناك وعي وقصد)، أو عن طريق الدافع الخالص. يمكن أن تعمل هذه العوامل التي تحدد السلوك في مواقف ولحظات مختلفة، ويمكن أن تتعارض مع بعضها البعض. في حين أنه في بعض الأحيان يمكن للمرء أن يتصرف مع وضع هدف محدد في الاعتبار، في أحيان أخرى يمكنه التصرف دون سيطرة عقلانية، وبدلًا من ذلك يقوده الدافع.
هناك أيضًا فروق بين أنواع مختلفة من السلوك الاجتماعي، مثل السلوك الاجتماعي العادي مقابل السلوك الاجتماعي الدفاعي. السلوك الاجتماعي العادي هو نتيجة التفاعلات في الحياة اليومية، وهي سلوكيات يتعلمها المرء عند تعرضه لتلك المواقف المختلفة. من ناحية أخرى، ينشأ السلوك الدفاعي من الدافع، عندما يواجه المرء رغبات متضاربة.

## تطور السلوك الاجتماعي
يتغير السلوك الاجتماعي دائمًا مع استمرار الفرد في النمو والتطور، والوصول إلى مراحل مختلفة من الحياة. يرتبط تطور السلوك ارتباطًا وثيقًا بالتغيرات البيولوجية والمعرفية التي يمر بها المرء في أي وقت. هذا يخلق أنماطًا عامة لتطور السلوك الاجتماعي لدى البشر. مثلما يتأثر السلوك الاجتماعي بكل من وضع وخصائص الفرد، فإن تطور السلوك يرجع إلى الجمع بين الاثنين أيضًا -مزاج الطفل جنبًا إلى جنب مع الأوساط التي يتعرض لها.
تلعب الثقافة (الآباء والأفراد الذين يؤثرون على التنشئة الاجتماعية عند الأطفال) دورًا كبيرًا في تنمية السلوك الاجتماعي للطفل، فالوالدان أو مقدمو الرعاية هم عادةً من يقرر الأوساط والمواقف التي يتعرض لها الطفل. تشكل هذه الأوساط المختلفة التي يوضع فيها الطفل (على سبيل المثال، الملعب والفصل الدراسي) عادات التفاعل والسلوك إذ يتعرض الطفل لأوساط معينة بشكل متكرر أكثر من غيره. ما يأخذ الأسبقية في تأثير الوسط هو الأشخاص، فعلى الطفل التفاعل مع من هم في عمره وجنسه وفي بعض الأحيان ثقافته.
تلعب المشاعر أيضًا دورًا كبيرًا في تطوير السلوك الاجتماعي، لأنها متشابكة مع الطريقة التي يتصرف بها الفرد. من خلال التفاعلات الاجتماعية، تُفهم العاطفة من خلال العروض اللفظية وغير اللفظية المختلفة، وبالتالي تلعب دورًا كبيرًا في التواصل. غالبًا ما ترتبط العديد من العمليات التي تحدث في الدماغ والعاطفة الأساسية ارتباطًا وثيقًا بالعمليات اللازمة للسلوك الاجتماعي أيضًا. يتمثل أحد الجوانب الرئيسية للتفاعل في فهم كيف يفكر ويشعر الشخص الآخر، وتصبح القدرة على اكتشاف الحالات العاطفية ضرورية للأفراد للتفاعل عمليًا مع بعضهم البعض والتصرف اجتماعيًا.
مع استمرار الطفل في اكتساب المعلومات الاجتماعية، يتطور سلوكه وفقًا لذلك. يجب على المرء أن يتعلم كيفية التصرف وفقًا للتفاعلات والأشخاص ذوي الصلة ببيئة معينة، وبالتالي يبدأ في معرفة الشكل المناسب للتفاعل الاجتماعي بديهيًا اعتمادًا على الوضع. لذلك، يتغير السلوك باستمرار حسب الحاجة، والنضج يسبب ذلك. يجب أن يتعلم الطفل موازنة رغباته مع رغبات الأشخاص الذين يتفاعلون معهم، وهذه القدرة على الاستجابة بشكل صحيح للإشارات السياقية وفهم نوايا ورغبات شخص آخر تتحسن مع تقدم العمر. ومع ذلك، فإن الخصائص الفردية للطفل (مزاجه) مهمة لفهم كيف يتعلم الفرد السلوكيات الاجتماعية والإشارات المعطاة له، وهذه القابلية للتعلم ليست متسقة لدى جميع الأطفال.

### أنماط التطور عبر العمر الافتراضي
عند دراسة أنماط التطور البيولوجي عبر عمر الإنسان، هناك أنماط معينة يُحافظ عليها جيدًا عبر البشر. يمكن أن تتوافق هذه الأنماط غالبًا مع التطور الاجتماعي، وتؤدي التغييرات البيولوجية إلى تغييرات في التفاعلات.
في مرحلة ما قبل الولادة وبعدها، يرتبط سلوك الرضيع بسلوك مقدم الرعاية. يتأثر تطور السلوك الاجتماعي بردود فعل أمهاتهم على إظهار العاطفية للأطفال. في مرحلة الرضاعة، هناك بالفعل تطور في الوعي لتمييز الشخص الغريب، وفي هذه الحالة يكون الفرد قادرًا على تحديد الأشخاص والتمييز بينهم.
بالوصول إلى الطفولة، يبدأ الفرد في الاهتمام أكثر بأقرانه، ويبدأ التواصل في اتخاذ شكل لفظي. يبدأ المرء أيضًا في تصنيف نفسه على أساس جنسه والصفات الأخرى البارزة فيه، مثل العرق والعمر.
عندما يصل الطفل إلى سن المدرسة، يصبح المرء عادة أكثر وعيًا ببنية المجتمع فيما يتعلق بالجنس، وكيف يلعب جنسه دورًا في ذلك. يصبحون أكثر اعتمادًا على أشكال الاتصال اللفظي، وأكثر عرضة لتشكيل المجموعات وإدراك دورهم داخل المجموعة.
بحلول سن البلوغ، تكون العلاقات العامة بين الأفراد من الجنس نفسه والجنس الآخر أكثر بروزًا، ويبدأ الأفراد في التصرف وفقًا لمعايير هذه الحالات. مع زيادة الوعي بجنسهم والصور النمطية التي تتماشى معها، يبدأ الفرد في اختيار مدى توافقه مع هذه الصور النمطية، ويتصرف إما وفقًا لتلك القوالب النمطية أم لا. هذا هو الوقت الذي يشكل فيه الأفراد في كثير من الأحيان أزواجًا جنسية.
بمجرد أن يصل الفرد إلى سن تربية الأطفال، يجب أن يبدأ المرء في الخضوع لتغييرات في سلوكه وفقًا للتغيرات الرئيسية في حياة الأسرة النامية. يتطلب وجود طفل جديد محتمل من الأهل تعديل سلوكهم لاستيعاب العضو الجديد في الأسرة.
بالوصول إلى الشيخوخة والتقاعد، يكون السلوك أكثر استقرارًا لأن الفرد غالبًا ما يؤسس دائرته الاجتماعية (مهما كانت) ويكون أكثر التزامًا بهيكله الاجتماعي.

## الارتباطات العصبية والبيولوجية للسلوك الاجتماعي

### الارتباطات العصبية
مع ظهور مجال علم الأعصاب المعرفي الاجتماعي، جاء الاهتمام بدراسة ارتباطات السلوك الاجتماعي داخل الدماغ، لمعرفة ما يحدث تحت القشرة، إذ تتصرف الكائنات بطريقة اجتماعية. على الرغم من وجود جدل حول أي مناطق معينة من الدماغ مسؤولة عن السلوك الاجتماعي، فقد ادعى البعض أن القشرة الحزامية تتنشط عندما يفكر شخص ما في دوافع أو أهداف شخص آخر، وهي وسيلة لفهم العالم الاجتماعي والتصرف وفقًا لذلك. شوهد أيضًا أن الفص الجبهي الإنسي ينشط أثناء الإدراك الاجتماعي، وقد اكتشف بحث من خلال الدراسات التي أجريت على مكاك ريسوسي أن اللوزة الدماغية، وهي منطقة معروفة بالتعبير عن الخوف، تنشط على وجه التحديد عندما تواجه القرود وضعًا اجتماعيًا لم تكن فيه من قبل. ثبت أن هذه المنطقة من الدماغ حساسة للخوف الذي يأتي مع وضع اجتماعي جديد، مما يثبط التفاعل الاجتماعي.
شكل آخر من دراسة مناطق الدماغ التي قد تكون مسؤولة عن السلوك الاجتماعي كان من خلال النظر إلى المرضى الذين يعانون من إصابات في الدماغ والذين لديهم ضعف في السلوك الاجتماعي. يمكن أن تؤثر الآفات في قشرة فص الجبهة التي حدثت في مرحلة البلوغ على أداء السلوك الاجتماعي. عندما تحدث هذه الآفات أو الخلل الوظيفي في قشرة الفص الجبهي في مرحلة الطفولة/في وقت مبكر من الحياة، فإن تطور السلوك الأخلاقي والاجتماعي السليم يتأثر وبالتالي يكون غير نمطي.